# Никоненко, Виктор Леонидович
Виктор Леонидович Никоненко (13 августа 1957, Ангарск) — российский художник и режиссёр театра, а также художник кино. Заслуженный художник Российской Федерации. Дважды лауреат премии «Золотая маска» в номинации «куклы/работа художника» (2010 и 2014 гг.). Член Союза театральных деятелей России, Московского Союза художников.
Учился в Иркутском училище искусств. В 1984—1989 годах работал главным художником Иркутского ТЮЗа им. А. Вампилова, после этого оставил работу в драматическом театре ради театра кукол. В 1990—1996 годах был главным художником театра Кукольный дом (Пенза), в дальнейшем продолжил сотрудничество с этим театром. Художник-постановщик Театра кукол им. С. В. Образцова.
Поставил несколько спектаклей в качестве режиссёра: «Старый сеньор и…» и «Играем Шекспира» в Театре им. С. В. Образцова, «Алые паруса» в Дагестанском театре кукол и «Шерлок. Продолжение» в Московском детском театре теней.

## Премии
Лауреант многочисленных премий:
- Номинант Российской Национальной театральной Премии «Золотая Маска» в номинации «Лучшая работа художника» за сп. «Забытая сказка» В.Бирюкова, театр Кукольный дом, Пенза, 2004.
- Лауреат Международного фестиваля театров кукол «Петрушка Великий» (Екатеринбург) в номинации «Лучший художник» за сп. «Жили-были» В.Бирюкова, театр Кукольный дом, Пенза, 2008.
- Лауреат Российской Национальной театральной Премии «Золотая Маска» в номинации «Лучший художник» за сп. «Мой друг Джинн» В.Бирюкова, театр Кукольный дом, Пенза, 2010.
- Лауреат Российской Национальной театральной Премии «Золотая Маска» в номинации «Лучший художник» за сп. «Убить Кароля» С.Мрожека, театр Кукольный дом, Пенза, 2014.
- Лауреат фестиваля им. А. Н. Островского в номинации «Лучший художник» за сп. «Медведь» А.Чехова, театр кукол, Кострома, 2010.
- Номинант Премии «Золотая Маска» в номинации «Лучший художник» за сп. «Медведь» А.Чехова, театр кукол, Кострома, 2011.
- Лауреат Фестиваля театров кукол стран Причерноморья, посвященного «Культурной Олимпиаде Сочи-2014» в номинации «Лучший художник» за сп. «Медведь» А.Чехова, театр кукол, Кострома, 2011.
- Лауреат Международного фестиваля театров кукол «Шомбай-фест» в Казани в номинации «Лучший художник» за сп. «Медведь» А.Чехова, театр кукол, Кострома, 2013.
- Лауреат Международного фестиваля в Ломже (Польша) в номинации «Лучший художник» за сп. «Медведь» А.Чехова, театр кукол, Кострома, 2014.
- Лауреат фестиваля «Кубань театральная» (Краснодар) в номинации «Лучший художник» за сп. «Зимняя сказка» В.Бирюкова, театр Кукольный дом, Пенза, 2012.
- Лауреат Международного фестиваля театров кукол «В гостях у Арлекина» (Омск) в номинации «Лучший художник» за сп. «Панночка» Н.Садур, Томский театр кукол, 2015.
- Гран-при Международного фестиваля театров кукол PIF в Загребе (Хорватия) в номинации «Лучший спектакль» за сп. «Медведь» А.Чехова, 2013.
- Гран-при фестиваля «Театральное Поволжье» (Уфа) в номинации «Лучший спектакль» за сп. «Братец Лис энд братец Кролик», 2012.
- Лауреат премии Союза театральных деятелей РФ «Гвоздь сезона» в номинации «Лучший спектакль» за авторский спектакль сп. «Старый сеньор и…» по рассказам Г.-Г.Маркеса ГАЦТК им. С. В. Образцова, 2014.
- Номинант премии «Золотая Маска» в номинации «Лучшая работа художника» за авторский сп. «Старый сеньор и…» по рассказам Г.-Г.Маркеса ГАЦТК им. С. В. Образцова, 2014
- Лауреат XIX международного фестиваля детских театров в Суботице (Сербия) в номинации «Лучший художник» за сп. «Медведь» А.Чехова, 2014.
- Номинант телевизионной премии «Тэффи» в номинации «Лучший художник» за телепередачу «Другое кино», 1994/1995.
- Номинант Российской Национальной театральной Премии «Золотая Маска» за сп. «Алые паруса» по А.Грину, Дагестанский театр кукол (Махачкала), 2017.
- Номинант Российской Национальной театральной Премии «Золотая Маска» за сп. «Попугай и веники» Н.Коляды, Пензенский театр «Кукольный дом», 2017.

- Номинант Российской Национальной театральной Премии «Золотая Маска» за сп. «И дольше века длится день» Ч.Айтматова, Музей истории Гулага, 2017.

- Награждён «Серебряной медалью» Российской академии художеств, 2023.

## Список работ
в театре, кино и телевидении'
1. «Женитьба Фигаро» Бомарше. Иркутское театральное училище, Учебный театр, 1980.
2. «Малыш» Б. и А. Стругацкие. ТЮЗ, Иркутск, 1983.
3. «Остров Тэнго» Г. Михасенко. ТЮЗ, Иркутск, 1983.
4. «Прощание в июне» А. Вампилова. ТЮЗ, Иркутск, 1984.
5. «Принцесса и эхо» В. Поспешилова. Театр кукол, Барнаул, 1984.
6. «Придет человечек» Л. Росеба. ТЮЗ, Иркутск, 1984.
7. «Сон в летнюю ночь» У. Шекспира. ТЮЗ, Иркутск, 1985.
8. «Соловей» Х. К. Андерсена. Театр кукол, Барнаул, 1985.
9. «Кошкин дом» С. Маршака. ТЮЗ, Иркутск, 1985.
10. «Кто заплетает гриву лошадям» М. Азова и В. Тихвинского. Театр кукол, Улан-Удэ, 1985.
11. «Незнакомка» А. Клепикова. ТЮЗ, Иркутск, 1986.
12. «Высокое напряжение» А. Платонова. ТЮЗ, Иркутск, 1986.
13. «Каин» Д. Г. Байрон. ТЮЗ, Иркутск, 1987.
14. «Предместье» А.Вампилова. ТЮЗ, Иркутск, 1987.
15. «На дне» М.Горького. ТЮЗ, Иркутск, 1987.
16. «Волшебное кольца» А.Платонова. Театр кукол, Братск, 1988.
17. «Созидатель» С.Ливнева. Детский театр (РАМТ), Москва, 1988.
18. «Прощай, Иуда!», ТЮЗ, Орел, 1989.
19. «Ромео и Джульетта» В.Шекспира. ТЮЗ, Иркутск, 1989.
20. "Трамвай «Желание» Т.Уильямса. Финский драматический театр, Петрозаводск, 1989.
21. «Гарольд и Мод» К.Хиггинс. Академический драматический театр, Омск, 1989.
22. «Солнечный лучик» А.Попеску. Театр кукол, Волгоград, 1990.
23. «Горя бояться — счастья не видать» С.Маршака. Театр кукол, Курск, 1991.
24. «Мартынко» Б.Шергина. Театр кукол, С.-Петербург, 1992.
25. «Зачарованный вепрь» В.Бирюкова. Театр Кукольный дом, 1992.
26. «Я, Деода, Вошедший в шкуру зверя» на музыку Деода де Северака, Театр марионеток им. Деммени, С.-Петербург, 1992.
27. «Клепа» Н.Дубининой. Московский театр кукол, 1992.
28. «Дон Кихот» Л.Минкуса. Саратовский академический театр оперы и балета, 1992.
29. «Чудеса людей бояться» В.Бирюкова. Театр Кукольный дом, Пенза, 1993.
30. Художник-постановщик телепередачи «Субботний вечер со звездой», 1994—1995.
31. «Кошкин дом» С.Маршака. Московский театр кукол, 1994.
32. «Аленький цветочек» С.Аксакова. Московский театр кукол, 1994.
33. «Бармалей» К.Чуковского. Театр Кукольный дом, Пенза, 1994.
34. «Горя бояться — счастья не видать» С.Маршака. Театр кукол, Слупск, Польша, 1994.
35. «Пещерные люди». Русский театр, Вильнюс, 1994.
36. «Красная шапочка» О.Протасенко. Театр Кукольный дом, Пенза, 1995.
37. «Слон Хортон» Д.Сьюза. Театр Кукольный дом, Пенза, 1995.
38. «Золушка» Т.Габбе. Театр кукол, Абакан, 1996.
39. «Зоки и Бода» С.Плотова, А.Борока. Театр кукол, Уфа, 1996.
40. Художник-постановщик телепередачи «Другое кино», 1996.
41. «Золотой цыпленок» В. Орлова. Театр Кукольный дом, Пенза, 1997.
42. «Винни Пух» Б. Заходера. Театр Кукольный дом, Пенза, 1998.
43. «Трям, здравствуйте!» С. Козлова. Театр Кукольный дом, Пенза, 2002.
44. Художник-постановщик телесериала «Моя прекрасная няня», 2004—2008.
45. «Кот в сапогах» Г. Сапгира. Театр кукол, Ставрополь, 2003.
46. «Остров сокровищ» Стивенсона, Театр кукол, Уфа, 2003.
47. «Играем Дюймовочку» по Х. К. Андерсену. Театр кукол, Оренбург, 2005.
48. «Котенок по имени Гав» Г. Остера. Театр Кукольный дом, Пенза, 2005.
49. «Забытая сказка» В. Бирюков. Театр Кукольный дом, Пенза, 2006.
50. Художник-постановщик телесериала «Братья по-разному», 2006.
51. Художник-постановщик телесериала «Большие девочки», 2006.
52. Художник-постановщик передачи «Большая разница», 2007—2009.
53. Художник-постановщик кинофильма «Закрытые пространства», режиссёр И.Лебедев, 2008.
54. Художник-постановщик телесериала «Шаг за шагом», 2008.
55. «Сказка дождя» Г.Остера. Театр кукол, Калуга, 2008.
56. «Жили-были» В.Бирюкова. Театр Кукольный дом, Пенза, 2008.
57. «Медведь» А.Чехова. Театр Кукольный дом, Пенза, 2009.
58. «Мой друг Джинн» В.Бирюкова, театр Кукольный дом, Пенза, 2009.
59. «Лекарь поневоле» Ж.-Б.Мольера. Театр кукол, Магнитогорск, 2010.
60. «Знаменитый утенок Тим» Э.Блайтона. Театр Кукольный дом, Пенза, 2010.
61. «Любовь к трем апельсинам» В.Бирюкова. ГАЦТК им. С. В. Образцова, Москва, 2010.
62. Художник — постановщик кинофильма «Атомный Иван», режиссёр В. Бархатов, 2010.
63. «Винни Пух» А. Милна. Театр Кукольный дом, Пенза, 2011.
64. «Братец Лис энд братец Кролик» В. Бирюкова. Московский областной театр кукол, 2011.
65. «Зимняя сказка» В. Бирюкова. Театр кукол, Краснодар, 2011.
66. Художник-постановщик кинофильма с «Квартет И» «О чём ещё говорят мужчины», режиссёр Д. Дьяченко, 2011.
67. «Сказка дождя» Г.Остера. Московский театр кукол, 2012.
68. «Играем Дюймовочку» по Х. К. Андерсену. Театр кукол, Петрозаводск, 2012.
69. «Бременские музыканты» Г. Гладкова. Молодёжный театр, Барнаул, 2012.
70. «Старый сеньор и…» по рассказам Г. Г. Маркеса. ГАЦТК им. С. В. Образцова, 2012.
71. Художник-постановщик телесериала «Кухня», 2012—2014.
72. «Некто Нос» по Н. Гоголю. ГАЦТК им. С. В. Образцова, Москва, 2013.
73. Художник-постановщик кинофильма «Не бойся, я с тобой», режиссёр Ю. Гусман, 2013.
74. «Панночка» Н.Садур. Театр кукол, Томск, 2014.
75. «Убить Кароля» С.Мрожека. Театр Кукольный дом, Пенза, 2014.
76. Художник-постановщик (совместно с А.Ким и Г.Пушкиным) кинофильма «Кухня в Париже», режиссёр Д.Дьяченко, 2014.
77. Художник-постановщик кинофильма с «Квартет И» «Быстрее, чем кролики», режиссёр Д.Дьяченко, 2014.
78. «Волшебное кольцо» Б.Шергина. Московский областной театр кукол, 2014.
79. «Клоун и поросята» В.Бирюкова. Театр Кукольный дом, Пенза, 2015.
80. Художник-постановщик кинофильма «Страна чудес», режиссёр Д.Дьяченко, 2015.
81. «Аленький цветочек» инсц. Б.Константинова по сказке С.Аксакова. ГАЦТК им. С. В. Образцова, 2016.
82. «Малыш и кот» Е. Гаева, Н. Беленицкая, А. Орлова, театр им. Вл. Маяковского, 2016
83. «Зачарованный вепрь» В.Бирюков, Ульяновский театр кукол, 2016.
84. «Золотая рыбка» А. С. Пушкин, ГАЦТК им. С. В. Образцова, 2017.
85. «Алые паруса» по А.Грину, Дагестанский театр кукол (Махачкала), 2017.
86. «Попугай и веники» Н.Коляды, Пензенский театр «Кукольный дом», 2017.
87. «И дольше века длится день» Ч.Айтматова, Музей истории Гулага, Москва, 2017.
88. «Про Федота стрельца удалого молодца» Л.Филатов, Ульяновский театр кукол, 2017
89. «Шерлок» по А.Конан-Дойлю, Московский театр теней, 2017
90. «Превращение» по Ф.Кафке, Пермский театр кукол, 2017
91. The Tin Soldier («Стойкий оловянный солдатик») по Х. К. Андерсену, Birds of Paradise Theatre Company, Великобритания, 2017.